# Mary Finlay Geoghegan
Mary Finlay Geoghegan (* als Mary Finlay 1949 in Naas, County Kildare, Irland) ist eine ehemalige irische Richterin und vormalige Rechtsanwältin, die von Dezember 2017 bis Juni 2019 Richterin am Supreme Court der Republik Irland war. Zuvor war sie Richterin am Court of Appeal und am High Court.

## Leben
Mary Finlay Geoghegan wurde 1949 als Kind des Juristen und Politikers Thomas Finlay und seiner Frau, der Juristin Alice Blayney, geboren.  Finlay Geoghegan studierte am University College Dublin Mathematik und Physik und erwarb dort einen Bachelor. Als Postgraduierte folgte ein Studium der European Studies am College of Europe in Brügge. Sie wurde 1973 Solicitor. Sie wurde mit der Ausbildung am King’s Inns 1980 zur Rechtsanwaltschaft (als Barrister) zugelassen. 1987 wurde sie auch zur Rechtsanwaltschaft in England und Wales zugelassen, 1989 auch für Nordirland. 1988 wurde sie Senior Counsel. 1992 wurde sie als Rechtsanwältin New South Wales (Australien) zugelassen. 2002 wurde sie zur Richterin am High Court ernannt. 2014 wurde sie dann zur Richterin am neu eingerichteten Court of Appeal ernannt und 2017 zur Richterin am Supreme Court. Am 16. Juni 2019 trat sie in den Ruhestand. 

## Privates
Mary Finlay Geoghegan war bis zu dessen Tod mit dem Juristen Hugh Geoghegan (1938–2024) verheiratet. Unter den drei Kindern ist auch der Politiker und Rechtsanwalt James Geoghegan.